# Luxúria

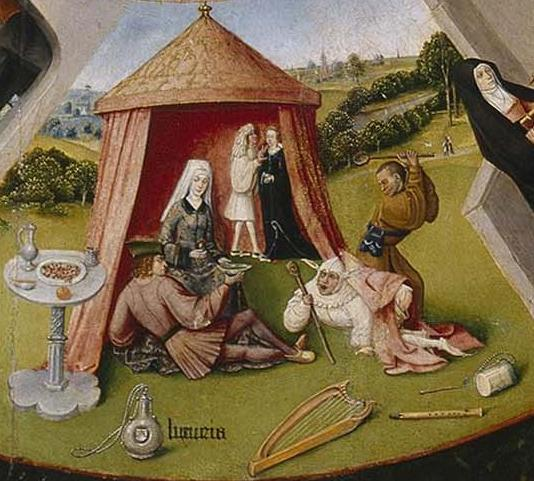
La luxúria, en la Taula dels set pecats capitals de Hieronymus Bosch.

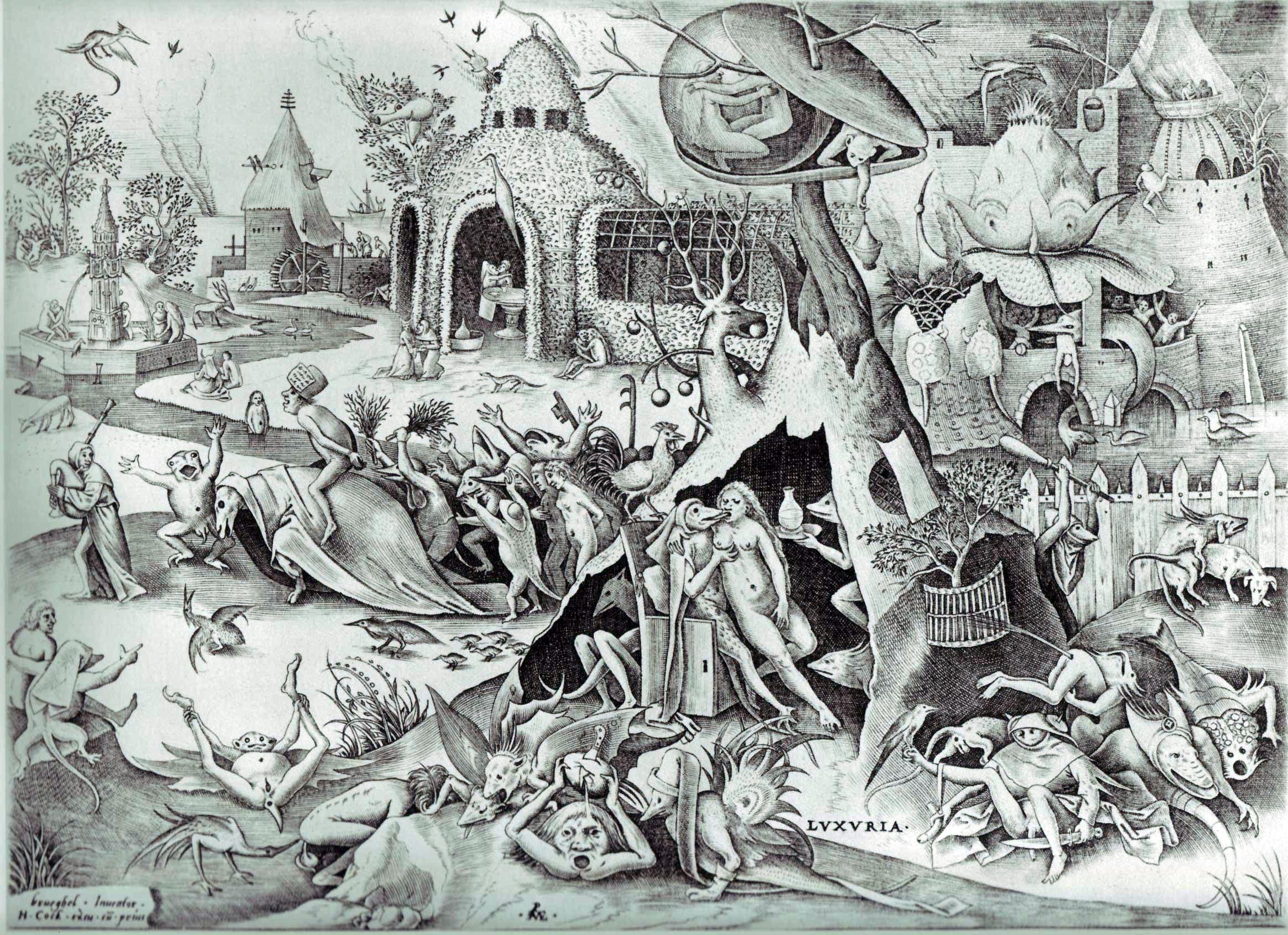
Representació de la luxúria com a pecat capital

La luxúria és un desig sexual desordenat i incontrolable. Per a l'església catòlica és un dels set pecats capitals, per a l'hinduisme és al seu torn un dels cinc mals. Significa posar la carn per davant de l'esperit, és a dir, usar el sexe per al plaer donant pas a l'instint i no a la voluntat. A banda de la sexualitat (vegeu la libido) la luxúria també pot basar-se en els diners o el poder. Pot adoptar formes tan mundanes com la luxúria de menjar (vegeu la gula) a diferència de la necessitat de menjar. És semblant, però es diferencia de la passió, ja que la passió impulsa els individus a assolir objectius benèvols mentre que la luxúria no.

## En la religió
Les religions tendeixen a establir una distinció entre passió i luxúria classificant la luxúria com un desig immoral i la passió com a acceptada moralment.
La luxúria es defineix com a immoral perquè el seu objecte o acció afectiva està mal ordenada segons la llei natural i/o l'apetit per l'objecte en particular (per exemple, el desig sexual) regeix la voluntat i l'intel·lecte de la persona en lloc de la voluntat i l'intel·lecte que regeixen la gana per aquell objecte.
En aquest context, la passió, independentment de la seva força, es manté com una cosa donada per Déu i moral, perquè el propòsit, les accions i les intencions que hi ha darrere són benèfiques i ordenades cap a la creació, alhora que es regeixen per l'intel·lecte i la voluntat de la persona. Una escola primària de pensament sobre això és el tomisme, que parla sobre l'intel·lecte, la voluntat i la gana, i es basa en principis definits per Aristòtil. Tanmateix, les definicions exactes assignades a allò que és moralment definit i ordenat cap a la creació depenen de la religió. Per exemple, les diferències entre religions basades en el panteisme i el teisme diferiran el que és moral segons la naturalesa del "Déu" reconegut o adorat.

### Judaisme
En el judaisme, totes les males inclinacions i luxúries de la carn es caracteritzen per Yetzer hara (en hebreu, יצר הרע, la inclinació dolenta). Yetzer hara no és una força demoníaca; més aviat, és el mal ús que fa l'home de les coses que el cos físic necessita per sobreviure, i sovint es contrasta amb el yetzer hatov (en hebreu, יצר הטוב, el desig positiu).
Yetzer HaRa s'identifica sovint amb Satanàs i l'àngel de la mort, i de vegades hi ha una tendència a donar una personalitat i una activitat separada al yetzer. Perquè el yetzer, com Satanàs, enganya l'home en aquest món i testimonia contra ell en el món vinent. El yetzer, però, es distingeix clarament de Satanàs, i en altres ocasions es fa exactament paral·lel al pecat. La Torà es considera el gran antídot contra aquesta força. Tot i que, com totes les coses que Déu ha fet, el yetzer hara (inclinació per al mal) es pot manipular per fer el bé: perquè sense ell, l'home mai es casaria, engendraria un fill, construiria una casa o ocuparia un ofici.

### Cristianisme
En moltes traduccions del Nou Testament, la paraula " luxúria " tradueix la paraula grega koine ἐπιθυμέω (epithūméō), particularment a Mateu 5:27-28: "Ja sabeu que es va dir: No cometis adulteri. Doncs jo us dic: Tothom qui mira la dona de l'altre amb desig de posseir-la, ja ha comès adulteri amb ella en el seu cor".
Als països de parla anglesa, el terme "luxúria" s'associa sovint amb el desig sexual, probablement a causa d'aquest versícle del Nou Testament. Tanmateix, de la mateixa manera que la paraula anglesa era originalment un terme general per a "desig", la paraula grega ἐπιθυμέω també era un terme general per a desig. El lèxic LSJ suggereix "posar el cor en una cosa, anhelar, cobejar, desig" com a gloses per a ἐπιθυμέω, que s'utilitza en versos que clarament no tenen res a veure amb el desig sexual. A la Septuaginta, ἐπιθυμέω és la paraula utilitzada en el manament de no cobejar. Això diu a Exode 20:17: "No desitgis la casa d'un altre. No desitgis la seva dona, ni el seu esclau, ni la seva esclava, ni el seu bou, ni el seu ase, ni res del que li pertany."
Tot i que cobejar la dona del teu veí pot implicar un desig sexual, és poc probable que cobejar la casa o el camp d'un veí sigui de naturalesa sexual. I en la majoria dels usos del Nou Testament, la mateixa paraula grega, ἐπιθυμέω, no té una clara connotació sexual. Per exemple, a la versió estàndard americana, la mateixa paraula s'utilitza fora de qualsevol connotació sexual:
1. Mateu 13:17 : Perquè en veritat us dic, que molts profetes i justos desitjaven veure les coses que veieu, i no les van veure; i escoltar les coses que escolteu, i no les escolteu.
2. Lluc 22:15-16 : I els digué: He desitjat menjar aquesta Pasqua amb vosaltres abans de patir, perquè us dic que no la menjaré fins que no es compleixi en el Regne de Déu.
3. Fets 20:33 : No cobejava la plata, ni l'or ni la roba de ningú. Vosaltres mateixos sabeu que aquestes mans servien a les meves necessitats i als qui eren amb mi.
4. Lluc 15:14-16 : I quan ho va haver de gastar tot, va sorgir una gran fam en aquell país; i va començar a tenir necessitat. I va anar i es va unir a un dels ciutadans d'aquell país; i el va enviar als seus camps per alimentar porcs. I hauria volgut omplir el seu ventre amb les closques que menjaven els porcs, i ningú no li va donar.

#### Catolicisme

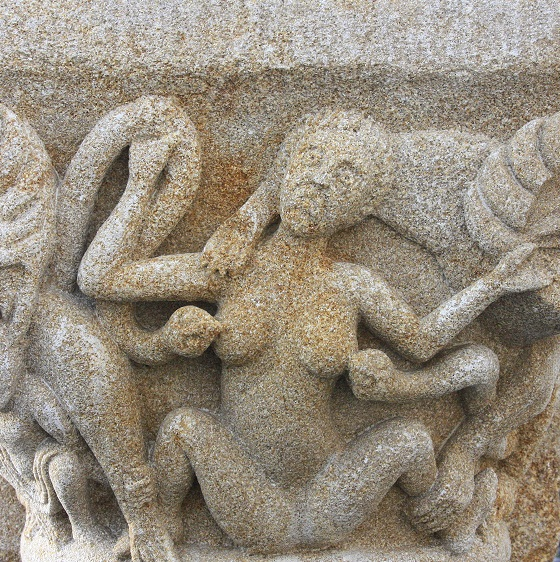
Capitell romànic que representa la luxúria

Segons l'Enciclopèdia Catòlica, el cor d'un cristià és luxuriós quan "busca una satisfacció venèria fora del matrimoni o, en tot cas, d'una manera contrària a les lleis que regeixen les relacions matrimonials". El papa Joan Pau II va dir que la luxúria devalua l'atracció eterna d'homes i dones, reduint les riqueses personals del sexe oposat a un objecte per a la gratificació de la sexualitat.
La luxúria és considerada pel catolicisme com un desig desordenat de plaer sexual, on el plaer sexual es "cerca per si mateix, aïllat dels seus propòsits procreativs i unitaris". En el catolicisme, el desig sexual en si mateix és bo i es considera part del pla de Déu per a la humanitat. Tanmateix, quan el desig sexual se separa de l'amor de Déu, es torna desordenat i egoista. Això es considera luxúria.
Sant Tomàs d'Aquino diferencia entre les relacions sexuals dins del matrimoni, que es veuen com a meritòries en donar justícia al cònjuge, i els pecats de luxúria que es poden diferenciar en magnitud d'immoralitat segons la intenció i l'acció. Per exemple, diu Tomàs d'Aquino a la Summa Theologica II-II, q. 154, a. 12 "Contesto que, en tots els gèneres, el pitjor de tot és la corrupció del principi del qual depenen la resta. Ara bé, els principis de la raó són aquells que són d'acord amb la naturalesa, perquè la raó pressuposa les coses com a determinades per la naturalesa, abans de disposar d'altres segons convé". Utilitza Sant Agustí com a font quan escriu "Agustí diu que 'de tots aquests', és a dir, dels pecats pertanyents a la luxúria, 'allò que és contra natura és el pitjor'". El que sant Tomàs aclareix vol dir que són més grans que els pecats contra la justícia pertanyents al gènere de la luxúria, com la violació o l'incest, en la seva afirmació "Resposta a l'objecció 3: La naturalesa de l'espècie està més íntimament unida a cada individu, que qualsevol altre individu. Per tant, els pecats contra la naturalesa específica són més greus". Així sant Tomàs dona l'ordre de magnitud dels actes luxuriosos com: "El més greu és el pecat de la bestilitat, perquè no s'observa l'ús de l'espècie deguda... (Llavors) el pecat de sodomia, perquè no s'observa l'ús del sexe adequat... (Llavors) el pecat de no observar la manera correcta de còpula (o l'acte o la masturbació antinatural)... (Llavors) l'incest... és contrari al respecte natural que devem a les persones relacionades amb nosaltres... Aleshores, és una injustícia més gran tenir relacions amb una dona sotmesa a l'autoritat d'un altre pel que fa a l'acte de generació, que no pas només pel que fa a la seva tutela. Per tant, l'adulteri és més greu que la seducció. I tots dos s'agreugen amb l'ús de la violència."
El llatí per extravagància (llatí: luxuria) va ser utilitzat per Sant Jeroni per traduir una varietat de pecats bíblics, incloent l'embriaguesa i l'excés sexual. Gregori el Gran va situar la luxuria com un dels set pecats capitals (sovint es considera el menys greu dels set pecats capitals), reduint el seu abast al desig desordenat, i va ser en aquest sentit que l'edat mitjana va prendre generalment la luxuria.
En l'art romànic, la Luxuria personificada és generalment femenina, sovint representada per una sirena o una dona nua amb els pits mossegats per serps.
Per a Dante, Luxuria va ser alhora el primer dels cercles d'incontinència (o autoindulgència) en la baixada als inferns, i l'última de les cornises del mont Purgatori, que representava l'amor excessiu (desordenat) dels individus; mentre que per a Edmund Spenser, el luxe era sinònim de poder del desig.
L'Església catòlica defineix la luxúria com la idolatria del plaer sexual, en totes les seves formes: anticoncepció, masturbació, adulteri, relacions prematrimonials, relacions entre persones del mateix sexe, etc., que destrueix la capacitat humana d'estimar, és a dir, de la persona per donar-se a Déu i als altres.

#### Protestantisme
L'evangèlic Melvin Tinker afirma que "el mètode d'aplicació màxim diu que l'adulteri no només passa quan tens relacions sexuals, sinó que passa al teu cor. Tanmateix, l'errada traducció és lamentable en aquest punt. En grec diu: "Si algú mira una dona per desitjar-se, ja ha comès adulteri amb ella en el seu cor". Aquesta és una distinció important. Necessito assenyalar-ho perquè l'excitació sexual, l'interès sexual, l'atracció sexual són essencials per a la continuació de l'espècie humana... Es tracta de mirar per desitjar. El programa de striptease, la pel·lícula o el vídeo brut, la pornografia a Internet. Això s'està convertint en un problema rea... I si això és una dificultat per a vostè, aleshores parleu-ne amb algú amb confiança. Ja veus, és la intenció de mirar per tenir aquesta excitació que Jesús té a la vista."

### Islam
A l'Islam, la luxúria es considera un dels estats primitius del jo, anomenat nafs. En la psicologia sufí, segons Robert Frager, nafs és un aspecte de la psique que comença com el nostre pitjor adversari però que pot convertir-se en una eina inestimable.
A l'Alcorà hi ha un passatge quan Zuleikha admet que pretenia seduir el profeta Josep (àrab: Yousuf), i després diu: "Tot i així, no afirmen que la meva ànima fos innocent, segurament l'ànima de l'home [Nafs] incita al mal".(Alcorà 12:53). Al-Ghazali, en les seves principals obres Ihya 'Ulum al-Din (el renaixement de les ciències religioses), va declarar que els NAF en aquest passatge és l'estat més baix de l'ànima, anomenat NAFS al-AMMARA (Evil Soul); Mentre que els altres estats de l’ànima són Nafs al-Mulhama (Soul Soul), NAFS al-Lawama (ànima que s'aconsegueix auto-acceptant) i NAFS al-Mutmainna (ànima contenta).
S'anima als musulmans a superar els seus instints més baixos i es prohibeixen mirades lascives intencionades. Els pensaments lascius no els agrada, perquè són el primer pas cap a l'adulteri, la violació i altres comportaments antisocials. El profeta Mahoma també va subratllar la magnitud de la "segona mirada", ja que mentre que la primera mirada cap a un membre atractiu del sexe oposat podria ser només accidental o d'observació, la segona mirada podria ser aquesta porta al pensament luxuriós.

### Hinduisme
Al Bhagavad Gita, Krishna, un Avatar de Vishnu, va declarar al capítol 16, vers 21 que la luxúria és una de les portes a Naraka o l'infern.

### Budisme
La luxúria ocupa una posició crítica en els fonaments filosòfics de la realitat budista. S'anomena a la segona de les Quatre Nobles Veritats, que són això
1. El patiment (dukkha) és inherent a tota la vida.
2. El patiment és causat pel desig.
3. Hi ha una manera natural d'eliminar tot el patiment de la vida.
4. La fi del desig elimina tot el patiment de la vida d'algú.

La luxúria és l'afecció, la identificació i el desig apassionat de certes coses existents, totes elles relacionades amb la forma, la sensació, la percepció, la mentalitat i la consciència que determinades combinacions d'aquestes coses engendran dins nostre. La luxúria és, doncs, la causa última de la imperfecció general i la causa arrel més immediata d'un cert patiment.
El desig apassionat de la no-existència o de la llibertat de la luxúria és un malentès comú. Per exemple, la recerca precipitada de la luxúria (o un altre " pecat mortal") per complir un desig de mort és seguida d'una reencarnació acompanyada d'un karma autocomplert, que resulta en una roda de vida interminable, fins a la manera correcta de viu, la visió del món correcta, es descobreix i es practica d'alguna manera. Contemplar un nus sense fi el posa, simbòlicament, en la posició de qui té la visió del món correcta, representant aquella persona que aconsegueix la llibertat de la luxúria.
Existeixen quatre tipus de coses que generen l'aferrament (aferrament): rituals, visions del món, plaers i jo. La manera d'eliminar la luxúria és conèixer els seus efectes no desitjats i perseguir la rectitud pel que fa a la visió del món, la intenció, el discurs, el comportament, la subsistència, l'esforç, la consciència i la concentració, al lloc on antigament s'asseia la luxúria.

### Sikisme
En el sikhisme, la luxúria es compta entre els cinc pecats cardinals o propensió al pecat, els altres són la ira, l'ego, la cobdícia i l'afecció. L'expressió incontrolable de la luxúria sexual, com en la violació o l'addicció sexual, és un mal.